# Sølvi Vatnhamar
Sølvi Vatnhamar (ur. 5 maja 1986 roku) – farerski piłkarz, występujący na pozycji pomocnika w klubie Víkingur Gøta oraz w reprezentacji Wysp Owczych. Nie jest zawodowym piłkarzem, pracuje jako budowniczy.

## Kariera klubowa
Sølvi Vatnhamar od 2003 roku był zawodnikiem drugoligowego LÍF Leirvík z Wysp Owczych. Swój pierwszy mecz rozegrał 7 września przeciwko SÍ Sumba, który jego zespół wygrał 2:3. Vatnhammar grał przez pełne 90 minut. Pierwszego gola dla drużyny zdobył 15 maja 2004 w zremisowanym 2:2 meczu z VB Vágur. Do roku 2007 rozegrał w 82 mecze, strzelając w nich 24 bramki. LÍF w tym czasie zajął najwyżej trzecią lokatę w tabeli drugiej ligi (2006).
4 lutego 2008 roku LÍF Leirvík połączył się z GÍ Gøta, tworząc nowy klub Víkingur Gøta. Vatnhamar po raz pierwszy wystąpił w nowym składzie 20 marca 2008 roku w przegranym po rzutach karnych meczu przeciwko 07 Vestur w ramach Pucharu Wysp Owczych 2008. Pierwszą bramkę zdobył zaś w spotkaniu z B71 Sandoy (5:0) 28 maja. Zawodnik występuje w klubie do dziś, ma na swoim koncie 259 meczów, w których zdobył 55 goli. Wszedł do drużyny roku Effodeildin 2015. Jego klub zdobył do tej pory jedno mistrzostwo archipelagu (2016), czterokrotnie zwyciężał także w rozgrywkach pucharowych, w latach: 2009, 2012, 2013 oraz 2015.

## Kariera reprezentacyjna
Vatnhammar reprezentował po raz pierwszy Wyspy Owcze 6 czerwca 2007 roku w spotkaniu kadry U-21 przeciwko Albanii (0:1). Zawodnik zastąpił w osiemdziesiątej pierwszej minucie Jóhana Gunnarssona. W młodzieżowej reprezentacji zagrał w trzech spotkaniach i nie zdobył żadnej bramki.
W reprezentacji Wysp Owczych zadebiutował 19 listopada 2013 w przegranym 2:3 towarzyskim spotkaniu przeciwko Malcie. Dotychczas zagrał w piętnastu meczach i zdobył jedną bramkę w wygranym 3:2 spotkaniu towarzyskim z Liechtensteinem. Odegrał też ważną rolę w zwyciężonym 2:1 meczu przeciwko Grecji 13 czerwca 2015, asystując przy obu zdobytych golach.

## Statystyki kariery

### Klubowe
| Klub               | Sezon              | Liga               | Liga  | Liga   | Puchar Kraju | Puchar Kraju | Europa | Europa | Inne  | Inne   | Suma  | Suma   |
| Klub               | Sezon              | Liga               | Mecze | Bramki | Mecze        | Bramki       | Mecze  | Bramki | Mecze | Bramki | Mecze | Bramki |
| ------------------ | ------------------ | ------------------ | ----- | ------ | ------------ | ------------ | ------ | ------ | ----- | ------ | ----- | ------ |
| LÍF Leirvík        | 2003               | 1.Deild            | 5     | 0      | –            | –            | –      | –      | 1     | 0      | 6     | 0      |
| LÍF Leirvík        | 2004               | 1.Deild            | 18    | 4      | 1            | 0            | –      | –      | –     | –      | 19    | 4      |
| LÍF Leirvík        | 2005               | Formuladeildin     | 11    | 6      | 2            | 0            | –      | –      | –     | –      | 13    | 6      |
| LÍF Leirvík        | 2006               | Formuladeildin     | 15    | 2      | –            | –            | –      | –      | –     | –      | 15    | 2      |
| LÍF Leirvík        | 2007               | Formuladeildin     | 27    | 10     | 2            | 2            | –      | –      | –     | –      | 29    | 12     |
| LÍF Leirvík        | Ogólnie            | Ogólnie            | 76    | 22     | 5            | 2            | 0      | 0      | 1     | 0      | 82    | 24     |
| Víkingur Gøta      | 2008               | Formuladeildin     | 25    | 2      | 1            | 0            | –      | –      | –     | –      | 26    | 2      |
| Víkingur Gøta      | 2009               | Vodafonedeildin    | 27    | 5      | 3            | 1            | –      | –      | 1     | 0      | 31    | 6      |
| Víkingur Gøta      | 2010               | Vodafonedeildin    | 27    | 10     | 2            | 0            | 2      | 0      | 1     | 0      | 32    | 10     |
| Víkingur Gøta      | 2011               | Vodafonedeildin    | 27    | 5      | –            | –            | 2      | 0      | –     | –      | 29    | 5      |
| Víkingur Gøta      | 2012               | Effodeildin        | 22    | 2      | –            | –            | –      | –      | –     | –      | 22    | 2      |
| Víkingur Gøta      | 2013               | Effodeildin        | 12    | 1      | 2            | 1            | 2      | 0      | –     | –      | 16    | 2      |
| Víkingur Gøta      | 2014               | Effodeildin        | 21    | 5      | 2            | 0            | 3      | 0      | –     | –      | 26    | 5      |
| Víkingur Gøta      | 2015               | Effodeildin        | 26    | 4      | 3            | 0            | 6      | 0      | 1     | 0      | 36    | 4      |
| Víkingur Gøta      | 2016               | Effodeildin        | 26    | 14     | 5            | 3            | 2      | 0      | 1     | 1      | 34    | 18     |
| Víkingur Gøta      | 2017               | Effodeildin        | 26    | 11     | 2            | 0            | 2      | 0      | 1     | 1      | 33    | 12     |
| Víkingur Gøta      | 2018               | Betrideildin       | 22    | 5      | 1            | 0            | 4      | 0      | 1     | 0      | 28    | 5      |
| Víkingur Gøta      | 2019               | Betrideildin       | 24    | 9      | 5            | 2            | 4      | 0      | –     | –      | 33    | 11     |
| Víkingur Gøta      | 2020               | Betrideildin       | 25    | 12     | 3            | 1            | –      | –      | –     | –      | 28    | 13     |
| Víkingur Gøta      | 2021               | Betrideildin       | 22    | 13     | 4            | 1            | –      | –      | –     | –      | 26    | 13     |
| Víkingur Gøta      | 2022               | Betrideildin       | 13    | 13     | 2            | 2            | –      | –      | –     | –      | 15    | 15     |
| Víkingur Gøta      | Ogólnie            | Ogólnie            | 345   | 111    | 35           | 11           | 27     | 0      | 6     | 2      | 413   | 124    |
| Ogólnie w karierze | Ogólnie w karierze | Ogólnie w karierze | 421   | 133    | 40           | 13           | 27     | 0      | 7     | 2      | 495   | 148    |

### Reprezentacyjne
| Reprezentacja | Rok     | Występy | Gole |
| ------------- | ------- | ------- | ---- |
| Wyspy Owcze   | 2013    | 1       | 0    |
| Wyspy Owcze   | 2014    | 2       | 0    |
| Wyspy Owcze   | 2015    | 6       | 0    |
| Wyspy Owcze   | 2016    | 6       | 1    |
| Wyspy Owcze   | 2017    | 6       | 0    |
| Wyspy Owcze   | 2018    | 6       | 0    |
| Wyspy Owcze   | 2019    | 10      | 0    |
| Wyspy Owcze   | 2020    | 8       | 0    |
| Wyspy Owcze   | 2021    | 10      | 1    |
| Wyspy Owcze   | 2022    | 4       | 0    |
| Ogólnie       | Ogólnie | 59      | 2    |

## Sukcesy

### Klubowe
Víkingur Gøta
- Mistrzostwo Wysp Owczych (1x): 2016, 2017
- Puchar Wysp Owczych (4x): 2009, 2012, 2013, 2015
- Superpuchar Wysp Owczych (1x): 2016

### Indywidualne
- Pomocnik roku Effodeildin (1x): 2016